# Humberto Soto
Humberto Soto (ur. 11 maja 1980 w Los Mochis) – meksykański bokser, były mistrz świata w kategorii piórkowej,super piórkowej oraz lekkiej.
Zawodową karierę rozpoczął we wrześniu 1997. 20 sierpnia 2005 w Rosemont (USA) nieoczekiwanie zdobył tytuł tymczasowego mistrza świata WBC w kategorii piórkowej, pokonując na punkty Amerykanina Rocky Juareza. Soto przyjął propozycję walki zaledwie na dwa tygodnie przez pojedynkiem. Swój tytuł obronił jeden raz, pokonując przez techniczny nokaut w dziewiątej rundzie Kolumbijczyka Oscara Leona, a następnie zmienił kategorię wagową na wyższą. Wygrał cztery kolejne pojedynki, a 17 listopada 2007 stanął przed szansą wywalczenia tytułu mistrzowskiego junior lekkiej WBO, przegrał jednak z Joanem Guzmánem z Dominikany na punkty.
28 czerwca 2008 zmierzył się z Francisco Lorenzo. Pierwotnie stawką pojedynku miał być tytuł tymczasowego mistrza świata junior lekkiej federacji WBC. W czwartej rundzie po ciosach Soto bokser z Dominikany był liczony. W tej samej rundzie Meksykanin kolejny raz powalił rywala na deski, jednak ostatni cios zadał już wtedy, gdy Lorenzo klęczał na ringu. W wyniku tego ciosu Lorenzo nie mógł już kontynuować walki, a Soto został za ten incydent zdyskwalifikowany. WBC postanowiło jednak nie przyznawać Lorenzo tytułu tymczasowego mistrza świata z uwagi na kontrowersyjne zakończenie walki.
Niecałe cztery miesiące później 28 czerwca 2008 w Torreno (Meksyk) Soto wywalczył jednak tytuł tymczasowego mistrza świata WBC, pokonując w jedenastej rundzie przez TKO rodaka Gamaliela Díaza. 20 grudnia 2008 doszło do rewanżowej walki z Lorenzo, a stawką pojedynku był wakujący tytuł pełnoprawnego mistrza federacji WBC. Tym razem jednogłośnie na punkty wygrał Soto.
W marcu 2009, w pierwszej obronie mistrzowskiego pasa, pokonał przez techniczny nokaut w czwartej rundzie Amerykanina Antonio Davisa. Kolejną walkę stoczył miesiąc później – pokonał przez techniczny nokaut w dziewiątej rundzie Kanadyjczyka Benoit Gaudeta. 15 września 2009 pokonał już w drugiej rundzie (TKO) Kolumbijczyka Aristidesa Pereza. W ostatnim pojedynku w 2009 (w kategorii lekkiej) pokonał na punkty byłego mistrza WBC w kategorii junior lekkiej i IBF w kategorii lekkiej, Meksykanina Jesúsa Cháveza. Chávez w pierwszej rundzie leżał na deskach, ponadto sędzia odebrał mu po jednym punkcie w rundzie piątej (za popychanie) i szóstej (za cios poniżej pasa).
13 marca 2010 w Arlington (USA) wywalczył wakujący tytuł mistrza świata WBC w kategorii lekkiej, pokonując na punkty Amerykanina Davida Díaza. Díaz w pierwszej i dwunastej rundzie leżał na deskach. Po zwycięstwie zrezygnował z tytułu mistrza świata w kategorii junior lekkiej.
Dwa miesiące później po raz pierwszy obronił swój nowy tytuł, pokonując na punkty Ricardo Domingueza z Meksyku. 18 września 2010 pokonał w obronie tytułu Fidela Monterrosa Munoza (Kolumbia) a 4 grudnia 2010 Urbano Antillona z Meksyku, obydwu jednogłośnie na punkty.
W dniu 25 czerwca 2011 stanął do obrony tytułu po raz czwarty z Japończykiem Motoki Sasaki. Zdominował przeciwnika w 5r. rzucając go na deski. W 11r. Sasaki poślizgnął się i nie mógł kontynuować walki. Sędziowie przyznali jednogłośne zwycięstwo Soto. Po skutecznej obronie wstępnie, a w lipcu, ostatecznie ogłosił rezygnację z pasa w kategorii lekkiej i przejście do wagi lekkopółśredniej.
23 czerwca 2012 Soto, zmierzył się z najgroźniejszym puncherem dywizji junior półśredniej Lucasem Matthysse. Argentyńczyk wygrał poprzez poddanie Soto w 5 rundzie. Do czasu przerwania walki Soto wygrywał na punkty (49-45, 48-46, 47-47).